# Norman Lewis (Schriftsteller)
Norman Lewis (* 28. Juni 1908 in Forty Hill; † 22. Juli 2003 in Saffron Walden, Essex, England) war ein britischer Schriftsteller, der bekannt für seine Reiseberichte ist.

## Leben und Werk
Lewis diente im Zweiten Weltkrieg und veröffentlichte danach sein Naples ’44, ein Erfahrungsbericht  über Italiens Besetzung durch die Alliierten.
Nach dem Krieg schrieb er über Indochina A Dragon Apparent (1951) und über Burma den Reisebericht Golden Earth (1952). Lewis war von den Kulturen fasziniert, die noch wenig Berührung mit der modernen Welt hatten, so schrieb er über seine Reisen nach Indonesien den Band An Empire of the East (1993) und über Indien A Goddess in the Stones (1991).
Lewis war dreimal verheiratet, seine erste Frau, Ernestina, war eine Schweizer-Sizilianerin, so dass auch das sizilianische Leben, einschließlich der Mafia zu einem seiner bedeutenderen Themen wurde. Dies schlug sich 1964 in dem Werk The Honoured Society – The Mafia Conspiracy Observed nieder, das einen tieferen Einblick in die sizilianische Gesellschaft und der Menschen zeigt.
Ein weiterer Themenschwerpunkt bildete seine Abneigung gegenüber den missionarischen Bestrebungen in Lateinamerika, insbesondere die der amerikanischen Evangelikalen, die er 1988 in seinem The Missionaries behandelte. Sein 1968 in der Sunday Times veröffentlichter Artikel über den Genozid in Brasilien (Genocide in Brazil) schuf eine derartige Empörung, dass es zur Gründung der Schutzorganisation Survival International kam.
Norman Lewis starb 95-jährig im britischen Saffron Walden.

## Werke

### Romane, Erzählungen
- 1949: Samara
- 1950: Within the Labyrinth (US-Ausgabe: 1986)
- 1953: A Single Pilgrim
- 1955: The Day of the Fox
- 1957: The Volcanoes Above Us
- 1960: Darkness Visible
- 1962: The Tenth Year of the Ship
  - Deutsche Ausgabe: Das zehnte Jahr des Schiffes. Aufbau-Verlag, Berlin/Weimar 1970
- 1966: A Small War Made to Order
- 1967: Every Man's Brother
- 1972: Flight from a Dark Equator
  - Deutsche Ausgabe: Flucht von einem dunklen Äquator. Aufbau-Berlin, Berlin/Weimar 1975
- 1974: The Sicilian Specialist
  - Deutsche Ausgabe: Der Sizilianer. Roman. von Schröder, Düsseldorf 1977, ISBN 3-547-76021-6
- 1979: The German Company
- 1982: The Cuban Passage
- 1984: A Suitable Case for Corruption (US-Ausgabe: The Man in the Middle)
- 1987: The March of the Long Shadows

### Reiseberichte, Sachbücher
- 1935: Spanish Adventure
- 1938: Sand and Sea in Arabia
- 1951: A Dragon Apparent – Travels in Indo-China
- 1952: Golden Earth – Travels in Burma
- 1959: The Changing Sky The Travels of a Novelist
- 1964: The Honoured Society – The Mafia Conspiracy Observed
  - Deutsche Ausgabe: Die ehrenwerte Gesellschaft. Die Geschichte der Mafia. Econ, Düsseldorf/Wien 1965
- 1978: Naples ’44
  - Deutsche Ausgabe: Neapel ’44. Ein Nachrichtenoffizier im italienischen Labyrinth. Folio-Verlag, Wien/Bozen 1996, ISBN 3-85256-029-2. Neuauflage: 2016, ISBN 978-3-85256-687-0.
- 1984: Voices of the Old Sea
  - Deutsche Ausgabe: Die Stimmen des alten Meeres. Roman. Insel-Verlag, Frankfurt am Main 1997, ISBN 3-458-16869-9
- 1985: Jackdaw Cake
- 1986: A View of the World
- 1988: The Missionaries
  - Deutsche Ausgabe: Die Missionare. Über die Vernichtung anderer Kulturen. Ein Augenzeugenbericht. Klett-Cotta, Stuttgart 1991, ISBN 3-608-95312-4
- 1989: To Run Across the Sea
- 1991: A Goddess in the Stones – Travels in India (Auszeichnung: Thomas Cook Travel Book Award)
- 1993: An Empire of the East – Travels in Indonesia
- 1994: I Came I Saw (erweiterte Ausgabe von: Jackdaw Cake)
- 1996: The World The World
- 1998: The Happy Ant-Heap
- 2001: A Voyage by Dhow
- 2001: In Sicily
- 2003: The Tomb in Seville